# Sir Henry and his Butlers
Henry and his Butlers är en dansk pop/rockgrupp bildad sommaren 1964 i Köpenhamn. Gruppen bestod från början av Ole "Sir Henry" Bredahl (sång, bas), Carsten Elgstrøm (gitarr), samt Leif Davidsen (trummor). Jan Bøgvad ersatte Davidsen kort därefter och Poul Petersen (gitarr) tillkom samtidigt. Gruppen fick ett genombrott i Norden med sin andra singel "Let's Go" hösten 1964. Efter detta ersattes Petersen av Arne Schrøder och Tommy Seebach Mortensen (orgel, sång) tillkom 1965. Sommaren 1968 fick de sin största Europeiska hit med "Camp" vilken var en stor hit i Nederländerna och Belgien. 
1970 kortades gruppnamnet till Sir Henry. Många medlemmar har sedan dess kommit och gått i gruppen.